# میکرونزی

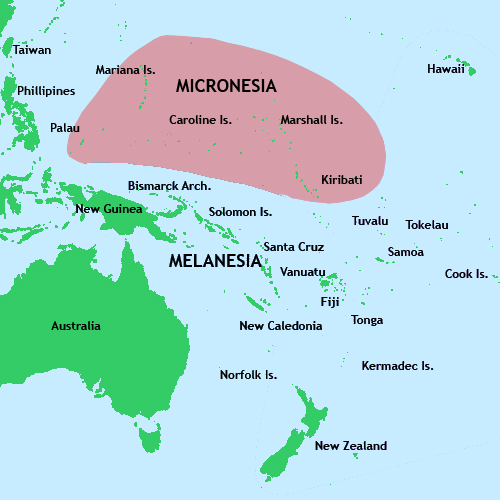

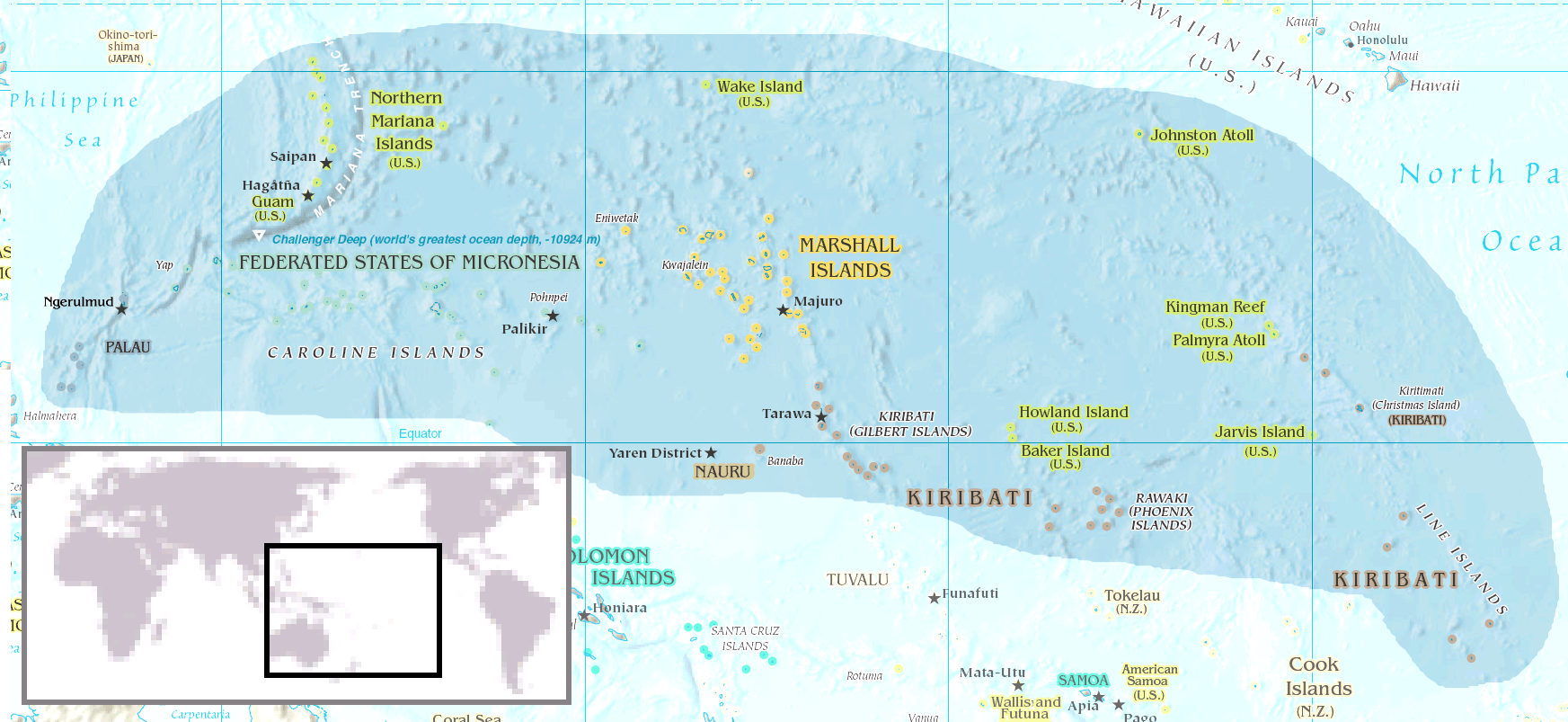

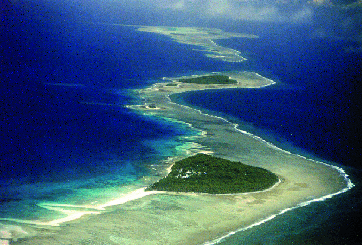
آب‌سنگ اولیتهی.

میکرونِزی یکی از سه مجمع‌الجزایر بزرگ اقیانوس آرام و از مناطق قارهٔ اقیانوسیه است. پایتخت این کشور یارن می‌باشد. میکرونزی از سوی غرب به فیلیپین، از جنوب غرب به اندونزی، پاپوآ گینه نو و ملانزی، و از سمت شرق و جنوب شرق به پلی‌نزی محدود می‌شود.
نام میکرونزی از زبان یونانی گرفته شده و ترکیبی است از μικρος (میکروس: کوچک) و νησος (نیسوس: جزیره). این نام نخستین بار در سال ۱۸۳۱ از سوی ژول دومون دورویل پیشنهاد شد. میکرونزی دارای نژادهای همچون: نائورویی ۴۸٪ _ کیریباتی ۱۹/۳٪ _ چینی ۱۳٪ _ تووالویی ۷٪ است. زبان رسمی این کشور انگلیسی و نائوروئی می‌باشد.
بخش بزرگی از این منطقه از قدیم تحت سلطه اروپاییان درآمد. گوام، جزایر ماریانای شمالی و جزایر کارولین (که بعداً به ایالات فدرال میکرونزی و پالائو تقسیم شد) در آغاز تحت استعمار اسپانیایی‌ها درآمد. تسلط کامل اروپاییان بر این منطقه اما در پایان سده نوزدهم انجام شد.
میکرونزی شامل صدها جزیره کوچک در اقیانوس آرام می‌شود. هفت کشور جزیره‌ای که این منطقه را شکل می‌دهند در مجموع حدود نیم میلیون نفر جمعیت دارند.
- گوآم
- ایالات فدرال میکرونزی
- کیریباتی
- جزایر ماریانای شمالی
- جزایر مارشال
- پالائو

- نائورو